# الدین یاکوپوویچ
الدین یاکوپوویچ (انگلیسی: Eldin Jakupović؛ زادهٔ ۲ اکتبر ۱۹۸۴) بازیکن فوتبال اهل سوئیس است.

## باشگاهی
از باشگاه‌هایی که در آن بازی کرده‌است می‌توان به تون، لوکوموتیو مسکو، گراس‌هاپر زوریخ، لیتون اورینت، آریس سالونیک، و هال سیتی اشاره کرد.

## تیم ملی
وی همچنین در تیم‌های ملی فوتبال سوئیس بازی کرده‌است.